# Edgar Shannon Anderson
Edgar Shannon Anderson ( 9 de noviembre de 1897, Forestville, Nueva York-1969) fue un botánico estadounidense.
Su padre era A. Crosby Anderson, director de una escuela privada, su madre Inez Evora Shannon (pianista douée, debió abandonar su práctica por una precoz artrosis). Su padre obtiene un puesto en el "Michigan Agricultural College" (hoy la Universidad de Míchigan) con Edgar de tres años. Y rápidamente se interesa mucho por la botánica.
Fue un experimentado taxónomo del Jardín Botánico de Misuri, donde trabajó hasta su retiro.
Fue galardonado con la medalla de plata Darwin-Wallace en 1958.

## Honores
Miembro de
- 1934: Academia Estadounidense de las Artes y las Ciencias[1]
- 1954: Academia Nacional de Ciencias de Estados Unidos.[2]

Diagrama de dispersión de una Iris

## Algunas publicaciones
- 1935. The species of Tradescantia indigenous to the United States, contributions from the Arnold Arboretum of Harvard University. 132 pp.
- 1936. A cytological monograph of the American species of Tradescantia. Ed. The Botanical Gazette. 476 pp.
- 1949. Introgressive Hybridization (Biological Research Series.)
- 1949. Newlin, JJ; ES Anderson; EN Bressman. Corn and Corn Growing. 5ª ed. revisada
- 1954. Plants, Man & Life
- 1959. Adams, MH. Bacteriophages. Con capítulos × E S Anderson et all
- 1968. Introgressive hybridization. 1ª ed. reimpresa

- La abreviatura «E.S.Anderson» se emplea para indicar a Edgar Shannon Anderson como autoridad en la descripción y clasificación científica de los vegetales.[3]

## Fuente
- Finan, John J. 1972. Edgar Anderson 1897-1969. Ann. Missouri Bot.Garden, 59 (3) : 325-345. ISSN 0026-6493